# ヘリ・アフマディ
インシニュル・ヘリ・アフマディ（インドネシア語: Ir. Heri Akhmadi、1953年1月1日 - ）は、インドネシアの元政治家、現駐日大使。
政治家としては、東ジャワ州のパシタン県、ンガウィ県、トレンガレク県、マゲタン県からの選出で1999年～2004年、2004年～2009年、2009年～2014年の3期にわたって国民議会（DPR-RI／下院）議員を務めた。ヘリ・アフマディはいくつかの委員会に所属したことがあるが、例えば教育、スポーツ、観光、芸術、文化を担当する第10委員会副委員長を務めていた。彼は元反スハルト学生運動活動家としても知られている。
彼は政治家としてのキャリアを終えた後、2020年10月26日に駐日大使に任命された。同年12月17日に皇居で信任状を捧呈し、駐日大使として正式に就任した。

## 経歴

### 学歴
- バンドン工科大学工学部、バンドン、1972年～1982年
- アメリカン大学国際関係学部、ワシントンD.C.、1989年～1991年
- コーネル大学東南アジアプログラム（英語版）（SEAP）客員研究員、イサカ、1991年～1992年

### 職歴
- 駐日インドネシア大使（インドネシア語版）、東京、2020年～[1]
- 国民議会（インドネシア語版、英語版）（DPR-RI／下院）議員、ジャカルタ、1999年～2014年
- Institut of Public Affair事務局長、ジャカルタ、1998年～2000年
- 出版社フリーランス編集者、1995年～1997年
- ジャワポス紙（インドネシア語版、英語版）国際部編集者、スラバヤ、1991年～1996年
- ジャワポス紙国際部特派員、ニューヨーク、1991年～1994年
- ベリタ・ブアナ紙国際部特派員、ワシントンD.C.、1989年～1991年
- SEAFDAプログラムオフィサー、ジャカルタ、1986年～1989年

## 参考
- Ir. H. Heri Akhmadi （インドネシア語）
- DPR-RI - Profil: Heri Akhmadi （インドネシア語）
- detikNews : situs warta era digital （インドネシア語）
- PDI Perjuangan Online Book - Profil HERI AKHMADI, Ir. （インドネシア語）